# Richard Bateman
Richard M. Bateman (1955) è un botanico britannico.
Membro del consiglio direttivo della Linnean Society of London, fa attualmente parte dello staff scientifico dei Royal Botanic Gardens di Kew.

## Alcune opere
- Hollingsworth PM; RM Bateman, RJ Gornall (eds.) 1999. Molecular Systematics & Plant Evolution. Systematics Association Vol. especial 57. 502 pp. ISBN 0-7484-0908-4
- Cronk QCB; RM Bateman, JA Hawkins. 2002. Developmental Genetics & Plant Evolution. Systematics Association Vol. especial. 564 pp. ISBN 0-415-25791-3
- Dower BL; RM Bateman, DW Stevenson. 2006. Systematics, ontogeny, & phylogenetic implications of exceptional anatomically preserved cycadophyte leaves from the Middle Jurassic of Bearreraig Bay. The Botanical Review. 24 pp.